# 歐洛普卡租車
歐洛普卡租車（Europcar）為法國一家經營汽車租賃的跨國公司，2006年總部位法國巴黎的優拉吉歐（Eurazeo）自德國福斯集團購入該公司的股份後，便成為其母公司。

## 公司沿革及概要
- 1949年：歐洛普卡租車公司在巴黎成立。
- 1970年：雷諾汽車買下該公司。
- 1973年：陸續在比利時、德國、荷蘭與瑞士成立分公司。
- 1974年：併購巴吉租車義大利分公司，並至西班牙設立分公司。
- 1981年：買入英國賈德弗雷·戴維斯公司（（英文）Godfrey Davis，為寶藍德森公司（英语：Berendsen）前身）的租車業務。
- 1982年：成立葡萄牙分公司。
- 1988年：法商國際臥車公司（英语：Compagnie Internationale des Wagons-Lits）（（法文）Compagnie Internationale des Wagons-Lits）買下歐洛普卡租車，接著將50%的股份出售給福斯集團。
- 1989年：與德國因特倫特租車公司（（英文）Interrent Car Rental GmbH）合併。
- 1992年：法商雅高集團買下國際臥車公司，因此擁有歐洛普卡租車50%的股權。
- 1999年：福斯集團買回雅高集團手中50%的股份，同年2月歐洛普卡租車開設網站預約系統。
- 2000年：巴吉租車成為該公司在北美洲地區的策略合作夥伴。
- 2006年：法商優拉吉歐公司（Eurazeo）自福斯集團買入該公司。此外，歐洛普卡租車併購比利時凱帝汽車與卡車租賃公司（（英文）Keddy Car & Truck Rental SA）及西班牙阿爾塔瑪公司（（英文）Ultramar）。
- 2007年：11月17日歐洛普卡租車同意以6億7千萬歐元買下先鋒租車（阿拉莫租車與國家租車的母公司，現隸屬企業租車麾下）在歐洲的資產[1]。同年併購位於巴利阿里群島及加那利群島的貝塔卡租車公司（（英文）Betacar）。
- 2008年：買下ECA租車公司（（英文）ECA Car Rental），該公司原本是歐洛普卡租車在澳大利亞和紐西蘭的主要加盟商。此外，開始與企業租車策略結盟，形成全球性的租車網絡。
- 2009年：向雷諾汽車與日產汽車採購電動車，預計於2010年開始提供消費者承租。
- 2011年：從第三季開始，第一批500輛雷諾電動車在歐洲各大主要城市提供租賃。

## 內部連結
- 汽車租賃

## 外部連結
- （英文）官方網站 （页面存档备份，存于）